# Jiutepec
Jiutepec é um município do estado de Morelos, no México.